# Velika Britanija (otok)
 Ovo je glavno značenje pojma Velika Britanija (otok). Za druga značenja pogledajte Britanija.
Velika Britanija (eng. Great Britain), skraćeno Britanija, otok je na sjeverozapadu Europe u Atlantskom oceanu. Na otoku se nalaze Engleska, Škotska i Wales. Površina otoka iznosi 209.331 km², što ga čini najvećim britanskim otokom i osmim najvećim otokom na svijetu.
Britanija je stari rimski naziv, a zove se "velika" zato što postoji i "mala" Britanija u Francuskoj, u hrvatskom jeziku poznata pod francuskim imenom Bretagne (Bretanja).[nedostaje izvor] Često se koristi i kao sinonim za Ujedinjeno Kraljevstvo, što nije točno jer je Sjeverna Irska dio Ujedinjenog Kraljevstva, a ne Velike Britanije.

## Zemljopis
Velika Britanija leži na europskom kontinentalnom šelfu. Nalazi se sjeverozapadno od kontinentalne Europe, a od europskog kopna odvojena je Sjevernim morem i La Mancheom, koji se sužava 34 km u Doverskim vratima. Prostire se na 10° zemljopisne širine po svojoj dužoj osi sjever-zapad i zauzima površinu od 209.331 km², bez manjih okolnih otoka. Irski kanal, Irsko more, Prolaz Svetog Jurja i Keltsko more na zapadu razdvajaju otok od Irske. Otok je Eurotunelom, najdužim podvodnim željezničkim tunelom na svijetu, koji je dovršen 1993., fizički povezan s kontinentalnom Europom. Otok se odlikuje niskim reljefom na istoku i jugu, dok se brda i planine nalaze na zapadnim i sjevernim dijelovima otoka. Veliku Britaniju okružuje oko 1.000 manjih otoka i hridova. Najveća udaljenost zračnom linijom između dvije točke iznosi 968 km od grofovije Cornwalla do Caithnessa, odnosno 1349 km na zemlji.

## Vanjske poveznice
- (engl.) Great Britain, Encyclopædia Britannica